# Cerophysella tonkinensis
Cerophysella tonkinensis là một loài bọ cánh cứng trong họ Chrysomelidae. Loài này được Laboissiere miêu tả khoa học năm 1930.